# Fiona MacDonald
Fiona MacDonald (Paisley, 9 de diciembre de 1974) es una deportista británica que compitió en curling. Participó en los Juegos Olímpicos de Salt Lake City 2002, obteniendo una medalla de oro en la prueba femenina.

## Palmarés internacional
| Juegos Olímpicos | Juegos Olímpicos                | Juegos Olímpicos | Juegos Olímpicos |
| Año              | Lugar                           | Medalla          | Prueba           |
| ---------------- | ------------------------------- | ---------------- | ---------------- |
| 2002             | Salt Lake City (Estados Unidos) | Medalla de oro   | Equipo           |